# Berlinia occidentalis
Berlinia occidentalis är en ärtväxtart som beskrevs av Ronald William John Keay. Berlinia occidentalis ingår i släktet Berlinia och familjen ärtväxter. IUCN kategoriserar arten globalt som sårbar. Inga underarter finns listade i Catalogue of Life.